# Disseny de la xarxa de potència

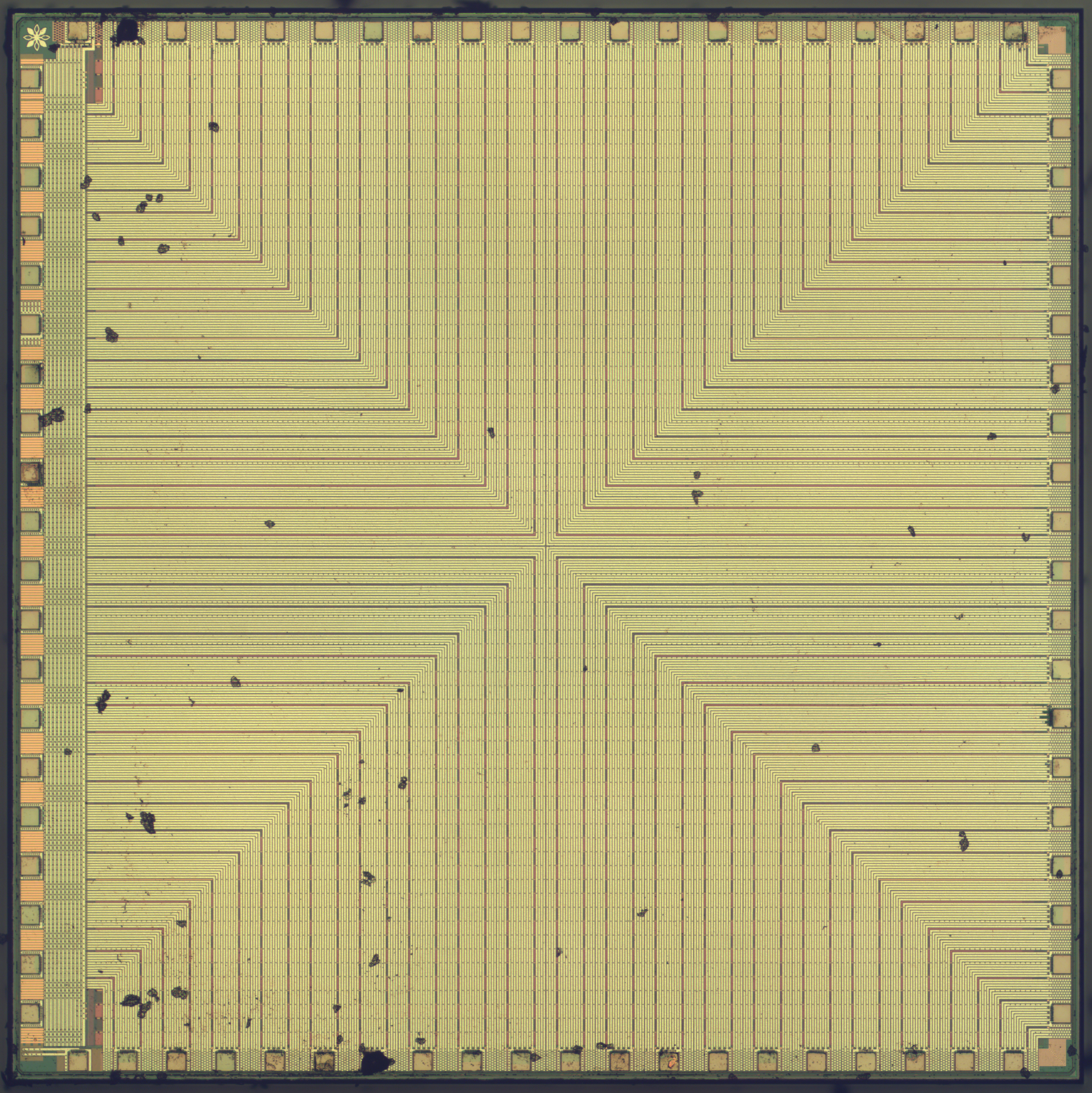
La capa superior de conductors metàl·lics d'aquest circuit de processador s'utilitza gairebé completament per a la distribució d'energia al xip.

En el disseny de circuits integrats, el disseny de la xarxa de potència és l'anàlisi i el disseny de xarxes conductores dins del xip que distribueixen energia elèctrica. Com en tota l'enginyeria, això implica compromisos: la xarxa ha de tenir un rendiment adequat, ser prou fiable, però no hauria d'utilitzar més recursos dels necessaris.
La xarxa de distribució d'energia distribueix les tensions d'alimentació i de terra des de les ubicacions dels coixinets a tots els dispositius d'un disseny. La reducció de les dimensions del dispositiu, les freqüències de commutació més ràpides i l'augment del consum d'energia en tecnologies de submicròmetres profunds fan que flueixin grans corrents de commutació a les xarxes d'alimentació i terra que degraden el rendiment i la fiabilitat. Una xarxa de distribució d'energia robusta és essencial per garantir un funcionament fiable dels circuits en un xip. La verificació de la integritat de la font d'alimentació és una preocupació crítica en dissenys d'alt rendiment.
A causa de la resistència de les interconnexions que constitueixen la xarxa, hi ha una caiguda de tensió a la xarxa, comunament anomenada caiguda d'IR. El paquet subministra corrents als coixinets de la xarxa elèctrica, ja sigui mitjançant cables de paquet en xips de connexió de filferro o mitjançant matrius de cops C4 en tecnologia de xip flip. Tot i que la resistència del paquet és bastant petita, la inductància dels cables del paquet és important, la qual cosa provoca una caiguda de tensió a les ubicacions dels coixinets a causa del corrent variable que consumeixen els dispositius de la matriu. Aquesta caiguda de tensió es coneix com a caiguda di/dt. Per tant, la tensió que es veu als dispositius és la tensió d'alimentació menys la caiguda IR i la caiguda di/dt.
Les caigudes de tensió excessives a la xarxa elèctrica redueixen les velocitats de commutació i els marges de soroll dels circuits, i injecten sorolls que poden provocar fallades funcionals. Les altes densitats de corrent mitjanes condueixen a un desgast no desitjat dels cables metàl·lics a causa de l'electromigració (EM). Per tant, el repte en el disseny d'una xarxa de distribució d'energia és aconseguir una excel·lent regulació de la tensió als punts de consum, malgrat les àmplies fluctuacions de la demanda d'energia a través del xip, i construir aquesta xarxa utilitzant una àrea mínima de les capes metàl·liques. Aquests problemes són destacats en xips d'alt rendiment com els microprocessadors, ja que s'han de distribuir grans quantitats d'energia mitjançant una jerarquia de moltes capes metàl·liques. Una xarxa de distribució d'energia robusta és vital per complir les garanties de rendiment i garantir un funcionament fiable.
Un tema crític en l'anàlisi de les xarxes elèctriques és la gran mida de la xarxa (normalment milions de nodes en un microprocessador d'última generació). Simular tots els dispositius no lineals del xip juntament amb la xarxa elèctrica és computacionalment inviable. Per fer que la mida sigui manejable, la simulació es fa en dos passos. En primer lloc, es simulen els dispositius no lineals assumint tensions d'alimentació perfectes i es mesuren els corrents extrets pels dispositius. A continuació, aquests dispositius es modelen com a fonts de corrent independents variables en el temps per simular la xarxa elèctrica i es mesuren les caigudes de tensió als transistors. Atès que les caigudes de tensió solen ser inferiors al 10% de la tensió d'alimentació, l'error produït en ignorar la interacció entre els corrents del dispositiu i la tensió d'alimentació és petit. Fent aquests dos passos, el problema d'anàlisi de la xarxa elèctrica es redueix a resoldre una xarxa lineal que encara és bastant gran. Per reduir encara més la mida de la xarxa, podem explotar la jerarquia dels models de distribució d'energia.